# Rodzina Addamsów (serial telewizyjny 1992)
Rodzina Addamsów (ang. The Addams Family) – amerykański serial animowany ze studia Hanna-Barbera, przedstawiający losy słynnej Rodziny Addamsów, czyli Mortycji, Gomeza, Pugsleya, Wednesday, Wujka Festera, Babci, Lurcha, To i Rączki.
21-odcinkowy serial emitowany był emitowany w Polsce po raz pierwszy przez Canal+ 11 kwietnia 1995 roku i był pokazywany tam aż do 9 maja tego samego roku. W późniejszym czasie serial powtarzano na kanałach Cartoon Network i Boomerang.

## Obsada
- John Astin – Gomez Addams
- Carol Channing – Babcia
- Jim Cummings – Lurch
- Debi Derryberry – Wednesday Addams
- Jeannie Elias – Pugsley Addams
- Pat Fraley – kuzyn Itt
- Nancy Linari – Morticia Addams
- Edie McClurg – pani Normanmeyer
- Vivian Martin – pan Normanmeyer
- Rip Taylor – Fester

## Wersja polska
Wersja polska: Master Film
Reżyseria:
- Miriam Aleksandrowicz (odc. 1-8, 10-21),
- Henryka Biedrzycka (odc. 9)

Dialogi:
- Katarzyna Gregorowicz (odc. 1-5, 7, 9, 14, 17, 20),
- Krystyna Kotecka (odc. 6, 8, 10-11, 13, 16, 19),
- Elżbieta Włodarczyk (odc. 12, 15, 18, 21)

Dźwięk:
- Ewa Kwapińska (odc. 1, 5-8, 10, 12, 15, 17-18, 21),
- Anna Barczewska (odc. 2-4, 9, 11, 13-14, 16, 19-20)

Montaż:
- Ryszard Lenartowicz (odc. 1-2, 5-7, 11-14, 16, 18-21),
- Paweł Siwiec (odc. 3-4, 8, 10, 15, 17),
- Agnieszka Kołodziejczyk (odc. 9)

Organizacja nagrań: Romuald Cieślak
Wystąpili:
- Edyta Jungowska – Morticia Addams
- Krystyna Kozanecka – Wednesday Addams
- Joanna Wizmur –
  - Pugsley Addams,
  - kobieta namalowana przez Morticie (odc. 14)
- Teresa Lipowska – Babcia Addams
- Iwona Rulewicz – Normina Normanmeyer
- Lucyna Malec –
  - N.J. Normanmeyer,
  - dziewczyna kuzyna To (odc. 8)
- Krzysztof Kołbasiuk – Fester Addams
- Zbigniew Suszyński – Gomez Addams
- Jan Janga-Tomaszewski – Lurch Addams
- Tomasz Jarosz – Norman Normanmeyer
- Miriam Aleksandrowicz –
  - Kuzyn To,
  - szefowa budowy (odc. 4),
  - kobieta (odc. 6),
  - doręczycielka (odc. 16c),
  - Nożyce (odc. 18)
- Jolanta Wilk –
  - Missis Osobliwa (odc. 1),
  - Shalla (odc. 17),
  - dziewczynka (odc. 17)
- Dorota Maciejewska
- Jolanta Żółkowska
- Małgorzata Leśniewska
- Mieczysław Morański –
  - kierowca autobusu (odc. 1),
  - pan Słabiak (odc. 1),
  - bliźniacy (odc. 9b, 10c, 13b),
  - Fryzura (odc. 18),
  - Gary Grabarz (odc. 21)
- Edward Dargiewicz
- Tomasz Grochoczyński
- Jacek Sołtysiak – mężczyzna promujący odnawianie dywanów (odc. 6)
- Leszek Abrahamowicz
- Jacek Czyż –
  - mężczyzna (odc. 6),
  - bokser (odc. 13b),
  - policjant (odc. 14),
  - Szampon (odc. 18),
  - taksówkarz (odc. 18),
  - Harry Graba (odc. 19b)
- Jolanta Bujnowska
- Cezary Kwieciński –
  - chłopiec w szkole (odc. 6),
  - sprzedawca okularów (odc. 12a)
- Ryszard Nawrocki – Harry Graba (odc. 9a)
- Tomasz Kozłowicz –
  - reporter (odc. 9a),
  - Chez (odc. 20a)
- Agata Gawrońska –
  - pani Peef (odc. 14),
  - Mortimer (odc. 17),
  - agentka (odc. 18),
- Andrzej Arciszewski –
  - Digby Corblarb (odc. 14),
  - szef rancza (odc. 15),
  - Hiszpan (odc. 18)
- Jacek Kałucki – Van Swash (odc. 14)
- Mariusz Leszczyński –
  - Stodoła (odc. 14),
  - motocyklista (odc. 19a)
- January Brunov – Jan Gromiec (odc. 18)
- Elżbieta Jędrzejewska – pani Holler (odc. 20a)

i inni
Teksty piosenek: Ryszard Skalski
Opracowanie muzyczne: Eugeniusz Majchrzak
Śpiewali:
- Janusz Zakrzeński – piosenka tytułowa,
- Iwona Rulewicz (odc. 2),
- Krzysztof Kołbasiuk (odc. 15),
- Krzysztof Kołbasiuk, Ewa Dębicka, Ludmiła Zamojska (odc. 19c),
- Tomasz Jarosz, Iwona Rulewicz, Monika Wierzbicka, Beata Jankowska, Lucyna Malec (odc. 20c)

Lektor: Jacek Brzostyński

## Odcinki
Premiery w Polsce:
- Canal+ – 11 kwietnia 1995 roku.
- Cartoon Network – 2 września 1998 roku.
- Boomerang – 5 czerwca 2005 roku.

### Spis odcinków
| Nr             | Polski tytuł                | Angielski tytuł                 |
| -------------- | --------------------------- | ------------------------------- |
|                |                             |                                 |
| SERIA PIERWSZA |                             |                                 |
|                |                             |                                 |
| 01             | Trup i śniadanie            | Dead and Breakfast              |
|                |                             |                                 |
| 02             | N.J. Addams                 | N.J. Addams                     |
|                |                             |                                 |
| 03             | Wynalazca Fester            | Happyester Fester               |
|                |                             |                                 |
| 04             | Dzień porażki Gomeza        | The Day Gomez Failed            |
|                |                             |                                 |
| 05             | Kuzyn To ginie              | Itt’s Over                      |
|                |                             |                                 |
| 06             | Telewizja Festera           | F.T.V.                          |
|                |                             |                                 |
| 07             | Praca na rzecz szkoły       | Addams Family PTA               |
|                |                             |                                 |
| 08             | Puttergeist                 | Puttergeist                     |
|                |                             |                                 |
| 09             | Narodziny Rączki            | A Thing Is Born                 |
| 09             | (Przygoda ze szpiegami)     | Choke and Dagger                |
| 09             | Pamiętnik Festera           | Fester’s Diary                  |
|                |                             |                                 |
| 10             | Lurch chce odejść           | Girlfriendstein                 |
| 10             | Kopie Pugsley’a             | Pugsley by the Numbers          |
| 10             | Rączka strażnik             | Beware of Thing                 |
|                |                             |                                 |
| 11             | Sir Pugsley                 | Sir Pugsley                     |
| 11             | Festerman                   | Festerman                       |
| 11             | Sztuka dla sztuki           | Art to Art                      |
|                |                             |                                 |
| 12             | Duża Rączka                 | Little Big Thing                |
| 12             | Zły Czerwony Kapturek       | Little Bad Riding Hood          |
| 12             | Metamorfosiostra            | Metamorphosister                |
|                |                             |                                 |
| 13             | Ciuciubabka z Lurchem       | Hide and Go Lurch               |
| 13             | Nie kijem go, to pałką      | Hook, Line and Stinkers         |
| 13             | Rączka szermierzem          | A Sword Fightin’ Thing          |
|                |                             |                                 |
| SERIA DRUGA    |                             |                                 |
|                |                             |                                 |
| 14             | Artystyczne zapędy          | Color Me Addams                 |
|                |                             |                                 |
| 15             | Marzenie Lokaja             | No Ifs, Ands or Butlers         |
|                |                             |                                 |
| 16             | Jack, Jill i łodyga fasoli  | Jack and Jill and the Beanstalk |
| 16             | Powrót Festermana           | Festerman Returns               |
| 16             | Doręczycielka               | Hand Delivered                  |
|                |                             |                                 |
| 17             | Kochany braciszek           | Sweetheart of a Brother         |
|                |                             |                                 |
| 18             | Szpiegowski miesiąc miodowy | Double O Honeymoon              |
|                |                             |                                 |
| 19             | Potem przyszła babcia       | Then Came Granny                |
| 19             | Wystawa zwierząt            | Pet Show Thing                  |
| 19             | Fester śpiewa               | Fester Sings the Fester Way     |
|                |                             |                                 |
| 20             | Letni obóz                  | Camp Addams                     |
| 20             | Zaginiona laleczka          | Little Doll Lost                |
| 20             | Blues bieliźnianego króla   | King of the Polycotton Blues    |
|                |                             |                                 |
| 21             | Dziewczyna i upiór          | A Girl and a Ghoul              |
| 21             | Taniec Pugsleya             | A Little Bit of Pugsley         |
| 21             | Zapytaj Babcię              | Ask Granny                      |
|                |                             |                                 |